# Indianapolis (Schiff, 1932)
Die USS Indianapolis war ein Kriegsschiff der United States Navy. Der Schwere Kreuzer gehörte zur Portland-Klasse. Er wurde im Pazifikkrieg gegen das Japanische Kaiserreich eingesetzt. Am 30. Juli 1945 wurde sie von einem japanischen U-Boot torpediert und versenkt. Dabei kamen 880 Mann ums Leben, 316 Schiffbrüchige konnten nach mehreren Tagen gerettet werden. Benannt war das Schiff nach der Stadt Indianapolis, Hauptstadt des US-Bundesstaates Indiana.

## Geschichte
Im November 1932 in Dienst gestellt, fuhr das Schiff zunächst zur Guantanamo Bay Naval Base und danach durch den Panamakanal, um vor der chilenischen Küste Übungen durchzuführen. Nach einer Überholung in Philadelphia transportierte die Indianapolis vom 3. bis 4. Juli 1933 US-Präsident Franklin D. Roosevelt und fünf weitere Mitglieder des Kabinetts von Campobello Island nach Annapolis (Maryland) und wurde im Philadelphia Naval Shipyard stationiert. Vom 6. September bis 27. Oktober 1933 unternahm Marineminister Claude A. Swanson mit ihr eine Inspektionsreise durch die Kanalzone über Hawaii nach San Diego und San Pedro. Stationiert in Long Beach, Kalifornien, unternahm Präsident Roosevelt vom 18. November bis 15. Dezember 1936 mit dem Schiff eine Goodwill-Reise nach Südamerika und besuchte dabei Rio de Janeiro, Buenos Aires und Montevideo.
Zum Zeitpunkt des japanischen Angriffs auf Pearl Harbor absolvierte die Indianapolis gerade Übungen vor dem Johnston-Atoll und wurde dann Teil der Task Force 12, die vergeblich die japanischen Flugzeugträger aufzuspüren versuchte. Am 13. Dezember kehrte sie nach Pearl Harbor zurück und wurde Teil der Task Force 11. Als Teil dieser Task Force eskortierte sie im Februar 1942 den Flugzeugträger Lexington in den Südpazifik, wo sie 350 Seemeilen südlich von Rabaul am 20. Februar einen Luftangriff von 20 japanischen Flugzeugen unbeschädigt überstand. Verstärkt durch den Flugzeugträger Yorktown fügte die Task Force am 10. März einer japanischen amphibischen Landungstruppe vor Neuguinea (Lae und Salamaua) schwere Verluste zu. Danach war die Indianapolis Teil der Task Force, welche die Wiedereroberung der japanisch besetzten Aleuten unterstützte, und versenkte am 19. Februar 1943 den Frachter Akagane Maru, der Verstärkungen für die japanischen Kräfte transportierte.

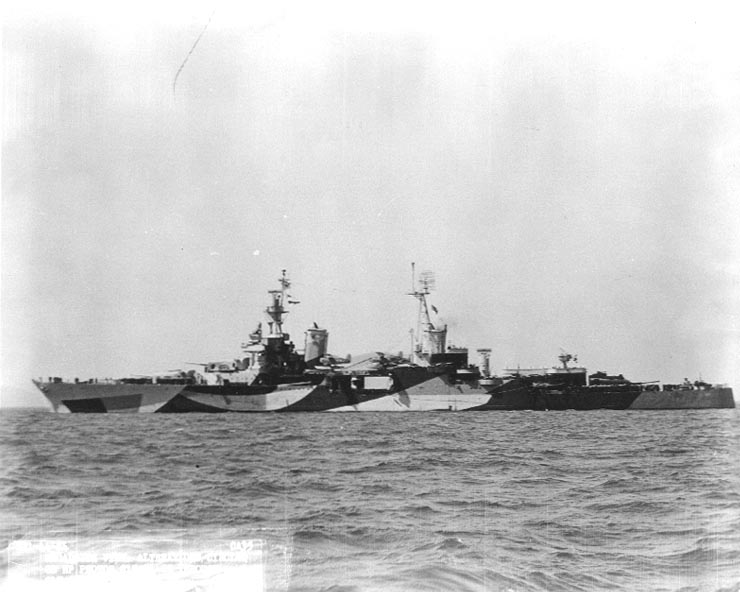
Die Indianapolis mit Tarnanstrich vor San Francisco am 1. Mai 1944

Nach Auffrischung der Vorräte auf dem Mare Island Naval Shipyard wurde die Indianapolis Flaggschiff der 5. Flotte unter Admiral Raymond A. Spruance und verließ Pearl Harbour am 10. November 1943, um als Teil der Southern Attack Force an der Wiedereroberung der Gilbertinseln (Operation Galvanic) teilzunehmen. Sie beschoss dabei Tarawa, Makin und Kwajalein und konnte ein japanisches Flugzeug mit ihrer Flak abschießen.
Im Jahr 1944 war die Indianapolis Teil der 4. Kreuzerdivision unter Admiral Jesse B. Oldendorf und unterstützte die Landungsoperationen auf den Marshallinseln. Im März und April 1944 war sie an den Angriffen auf die westlichen Karolinen beteiligt, im Juni beteiligte sie sich an den Angriffen auf Saipan sowie der Schlacht in der Philippinensee, bei der sie ein weiteres japanisches Flugzeug abschoss. An der Beschießung der Inseln Tinian und Peleliu beteiligt, kehrte sie im November über die Admiralitätsinseln zur Überholung nach Mare Island zurück.
Die Indianapolis wurde im Februar 1945 Teil der Trägerkampfgruppe, die unter Admiral Marc A. Mitscher am 16. Februar den ersten trägergestützten Luftangriff auf Tokio seit dem Doolittle Raid 1942 durchführte. In der Folge unterstützte sie die Landung auf Iwo Jima und weitere Bombenangriffe auf Tokio, Honshū und die Okinawa-Inseln. Während der Schlacht um Okinawa schoss die Indianapolis sechs japanische Flugzeuge ab und beschädigte zwei weitere, wurde aber selbst durch eine Bombe getroffen, die neun Seeleute tötete, zwei Löcher in den Rumpf riss und die Antriebswellen beschädigte. Mit eigener Kraft kehrte sie daraufhin zur Reparatur nach Mare Island zurück.
Die Indianapolis, die wenige Tage zuvor (Abfahrt San Francisco 16. Juli, Ankunft Tinian 26. Juli) unter anderem Bestandteile für die zum späteren Abwurf über der japanischen Stadt Hiroshima bestimmte Atombombe Little Boy von der US-Westküste nach Tinian gebracht hatte, wurde am 30. Juli 1945 vom japanischen U-Boot I-58 unter Kaigun-Taisa Mochitsura Hashimoto torpediert. Das U-Boot schoss einen Torpedofächer von sechs Torpedos vom Typ 95 ab, von denen zwei das Schiff unter dem vorderen Turm bzw. unter dem Brückenaufbau trafen. Das Schiff bekam schnell Schlagseite nach Steuerbord und sank innerhalb von nur zwölf Minuten. Auf die abgesetzten und empfangenen Notrufe wurde aber nicht reagiert. Es konnten nur relativ wenige Rettungsboote zu Wasser gelassen werden. Durch die Explosion einer Munitionskammer starben schätzungsweise 300 Mitglieder der 1196 Mann starken Besatzung, die restlichen konnten das Schiff noch verlassen. Bis zu 100 von ihnen starben jedoch innerhalb weniger Stunden an ihren Verletzungen.

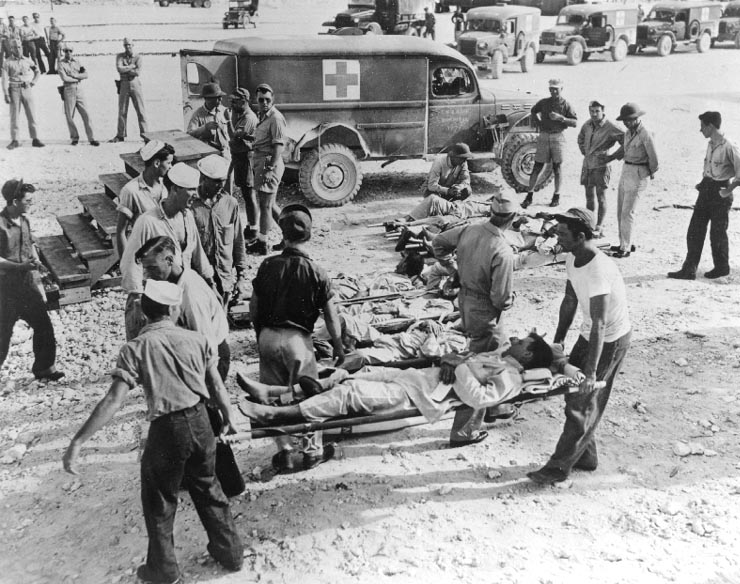
Überlebende der Indianapolis auf Guam im August 1945

Aufgrund der hohen Geheimhaltungsstufe der Mission, die unter dem Projektnamen Bowery ablief, war nur sehr wenigen Marinedienststellen der Auftrag bekannt. Das Schiff wurde, obwohl es nicht im Zielhafen ankam, nicht als vermisst gemeldet. Die Ölspur des gesunkenen Schiffes, und in der Folge die Überlebenden wurden nur zufällig von einem Flugzeug aus gesichtet. Bis zum Eintreffen der herbeigerufenen Schiffe waren die überlebenden Schiffbrüchigen nach Berichten vier Tage lang ständigen Angriffen von Haien ausgesetzt. 
Nach anderer Ansicht starben jedoch die meisten der zunächst Überlebenden nicht durch die Haie, sondern durch Erschöpfung, Sonnenstich oder Dehydratation, ausgelöst durch Durchfall nach dem Trinken von Meerwasser.
Nach mehreren Tagen konnten nur noch 316 (andere Quellen nennen 317 bzw. 318) Schiffbrüchige lebend gerettet werden.

## Auffinden des Wracks

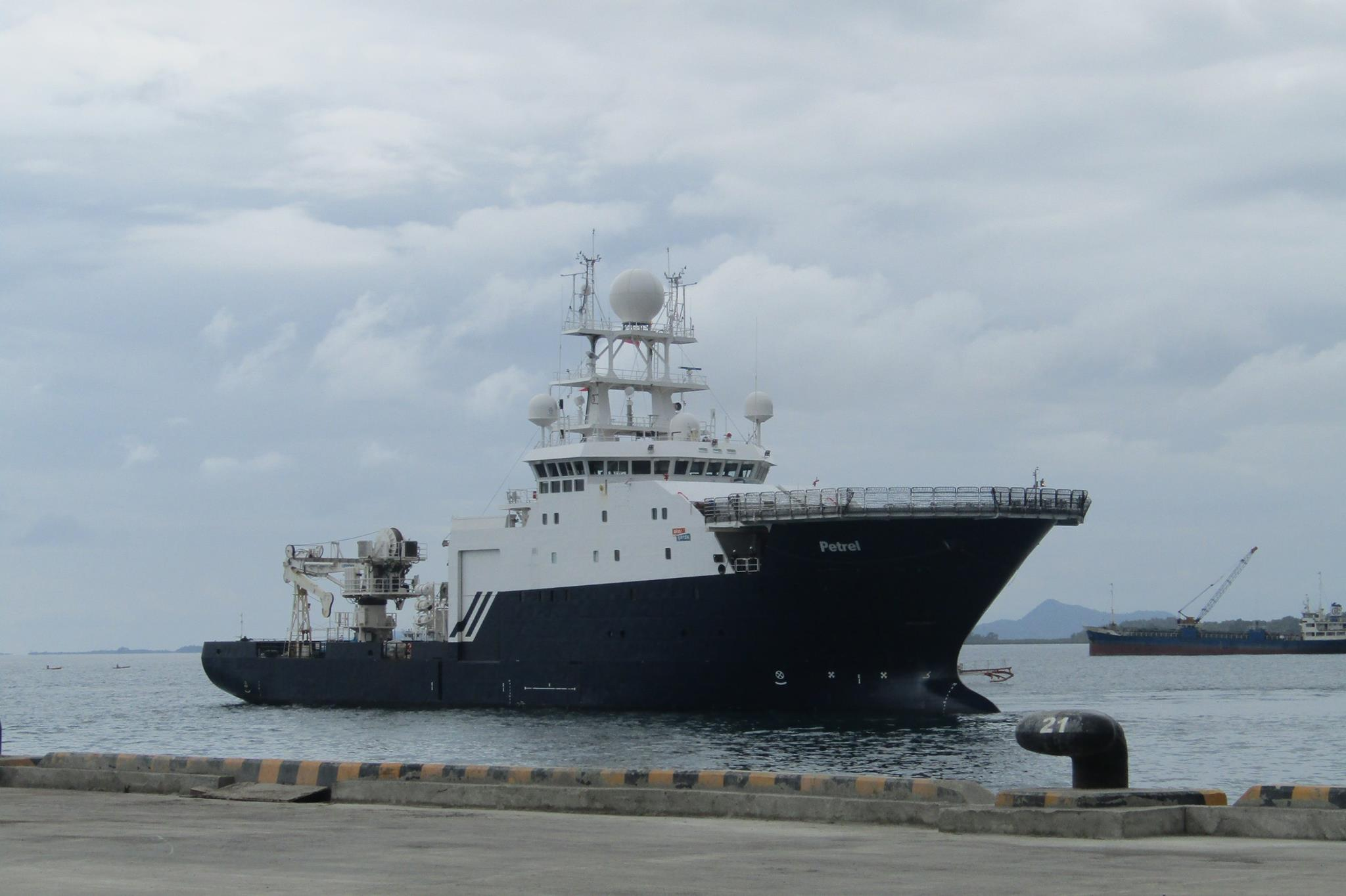
Das Forschungsschiff Petrel entdeckte 2017 das Wrack der Indianapolis

Das Wrack der Indianapolis konnte lange Zeit nicht lokalisiert werden. Zwei größere Suchoperationen im Juli und August 2001 sowie im Juni 2005 verliefen erfolglos. Am 19. August 2017 meldete Paul Allen, der eine Expedition mit dem Forschungsschiff Petrel leitete, das Schiff in 5500 m Tiefe lokalisiert und an der Bordwand die Nummer „35“ gefunden zu haben. Das Schiff bleibt Eigentum der US Navy und die genaue Lage in der Philippinensee bleibt vertraulich. Die 75 m lange Petrel verfügte über ein Autonomes Unterwasserfahrzeug REMUS6000, das 6000 m tief tauchen konnte, sowie 16 Mann Besatzung und musste 600 Quadratmeilen (1554 km²) absuchen.
Zum Zeitpunkt des Auffindens des Wracks waren 22 der beim Untergang Geretteten noch am Leben.

## Militärgerichtsurteil

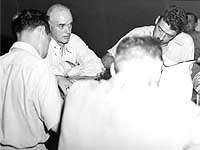
Kommandant Charles B. McVay III im Gespräch mit Korrespondenten am 6. August 1945

Der Kommandant der Indianapolis, Charles B. McVay III, wurde im November 1945 von einem Militärgericht verurteilt, weil er das Schiff wegen angeblichen Unterlassens von sogenannten Zick-Zack-Manövern gefährdet hätte. McVay (* 1898) nahm sich im November 1968 im Rang eines Konteradmirals das Leben.
Am 30. Oktober 2000 wurde er auf Drängen der Indianapolis-Hinterbliebenen-Organisation vom Kongress der Vereinigten Staaten von diesem Vorwurf entlastet. Ausschlaggebend dafür war die Initiative des zwölfjährigen Schülers Hunter Scott, der in Pensacola, Florida, lebte. Im Rahmen eines Geschichtsprojektes der Non-Profit-Organisation National History Day (NHD) seiner Schule befragte der Junge fast 150 Überlebende des Indianapolis-Untergangs und überprüfte 800 Dokumente. Seine Aussage vor dem US-Kongress hatte die nationale Aufmerksamkeit auf die Angelegenheit gelenkt.

## Sonstiges
Die Indianapolis wird im Film Der weiße Hai erwähnt. Während der Fischer Quint, der Meeresbiologe Matt Hooper und der Polizeichef Martin Brody auf der Jagd nach dem Weißen Hai sind, erzählt Quint davon, dass er Besatzungsmitglied der Indianapolis war, als sie die Hiroshimabombe transportierte und anschließend durch ein U-Boot versenkt wurde. Das Datum des Untergangs wird von Quint etwa vier Wochen zu früh (29. Juni 1945) angegeben. Zudem legt seine Schilderung nahe, dass die meisten Schiffbrüchigen von Haien getötet wurden.
Dem Untergang der Indianapolis wurde 1991 mit dem Film Mission of the Shark: The Saga of the U.S.S. Indianapolis (Operation Haifisch – Lautlos kommt der Tod mit Stacy Keach als Captain McVay) ein filmisches Denkmal gesetzt.
2015 wurde der Spielfilm USS Indianapolis: Men of Courage unter der Regie von Mario van Peebles gedreht. Die Kritiken waren trotz Starbesetzung (u. a. Nicolas Cage) eher durchwachsen.